# Leslie Clio
Pour les articles homonymes, voir Clio (homonymie).
Leslie Clio (née le 16 août 1986 à Hambourg) est une chanteuse allemande.

## Biographie
En 2003, elle quitte ses parents et finance son premier appartement avec des emplois à temps partiel dans des pharmacies, des clubs et des restaurants, tout en commençant sa carrière musicale. En 2008, Clio s'installe à Berlin. Son premier single Told You So sort en septembre 2012. Le deuxième single I Couldn’t Care Less fait partie des bandes originales des films Schlussmacher et La Fille aux neuf perruques, sortis en 2013. Nikolai Potthoff de Tomte produit son premier album Gladys, sorti en février 2013.  Elle tourne ensuite en première partie avec Bosse, Keane, Marlon Roudette, Joss Stone et Phoenix.  En 2014, elle est nommée pour un Echo dans la catégorie "Meilleure artiste nationale".
Elle co-écrit la chanson No Man, No Cry avec Oliver Koletzki, qui sort sur son album I Am Ok en octobre 2014. En 2015, elle co-écrit la chanson Heatwave avec Shuko et Talib Kweli. Sa chanson Eureka sert avec un texte adapté de générique du feuilleton Mila (de) sur Sat.1. En 2018, elle sert de fond sonore à une publicité pour Weight Watchers en France, mettant en scène la chanteuse française Hélène Segara.
En mai 2017, son troisième album Purple sort, après un premier single Darkness Is a Filler en février 2017. En 2018, elle participe à la cinquième saison de Sing meinen Song – Das Tauschkonzert (de), où les chanteurs reprennent un titre de l'artiste mis à l'honneur pour l'émission de la soirée, en compagnie de Johannes Strate, Mary Roos, Mark Forster, Marian Gold, Rea Garvey et Judith Holofernes.
À l'automne 2019, Clio est invitée à la série de concerts Night of the Proms. En 2020, elle fonde son propre label House of Clio. En octobre 2021, elle sort l'album de musique pour enfants Highfive! sous le nom de Kid Clio. Elle traduit et interprète Starting Now pour la campagne de Disney Prinzessin – Für immer, für alle. Son quatrième album Brave New Woman sort en février 2022.
À l'automne 2022, elle participe à la septième saison de The Masked Singer en tant que Fée Dent et se classe quatrième. Elle est retenue par les neuf artistes pour représenter l'Allemagne au Concours Eurovision de la chanson 2023 avec la chanson Free Again après un vote depuis l'application TikTok.
Elle est végétalienne depuis 2012 et promeut cette pratique alimentaire.

## Discographie
Albums
- 2013 : Gladys
- 2015 : Eureka
- 2017 : Purple
- 2022 : Brave New Woman